# از ذهنم برو بیرون (ترانه چارلی ایکس‌سی‌ایکس)
«از ذهنم برو بیرون» (به انگلیسی: Out of My Head) ترانه‌ای توسط خوانندهٔ انگلیسی چارلی ایکس‌سی‌ایکس به‌همراه خوانندهٔ سوئدی تو لو و خوانندهٔ فنلاندی آلما می‌باشد که در ۸ دسامبر سال ۲۰۱۷ از سوی اسایلم رکوردز و آتلانتیک انگلیس به‌عنوان تک‌‍آهنگ اصلی از چهارمین میکس‌تیپ ایکس‌سی‌ایکس با نام پاپ ۲ منتشر گردید.